# صموئيل أندرو ويذرسبون
صموئيل أندرو ويذرسبون هو محامي وأستاذ جامعي وسياسي أمريكي، ولد في 4 مايو 1855 في كولومبوس في الولايات المتحدة، وتوفي في 24 نوفمبر 1915 في ميريديان في الولايات المتحدة. نشط حزبياً في الحزب الديمقراطي. وقد انتخب عضو مجلس النواب الأمريكي ‏.